# Altafjorden
Altafjorden (płn.-lap. Álaheaivuotna; kwe. Alattionvuono) – fiord w gminie Alta regionu Finnmark w Norwegii.  Rozciąga się na 38 km długości od miejscowości Alta na południu, aż po przybrzeżne wyspy Stjernøya i Seiland. Do fiordu, w miejscowości Alta, uchodzi 200-kilometrowa rzeka Altaelva. Dobiegając do wysp Stjernøya i Seiland fiord rozdziela się na dwie cieśniny, którymi łączy się z Morzem Norweskim. Większymi odnogami głównego zbiornika są Langfjorden, Kåfjorden i Korsfjorden.
Co najmniej do połowy XX wieku używano nazwy „Altenfjord”.

## Historia

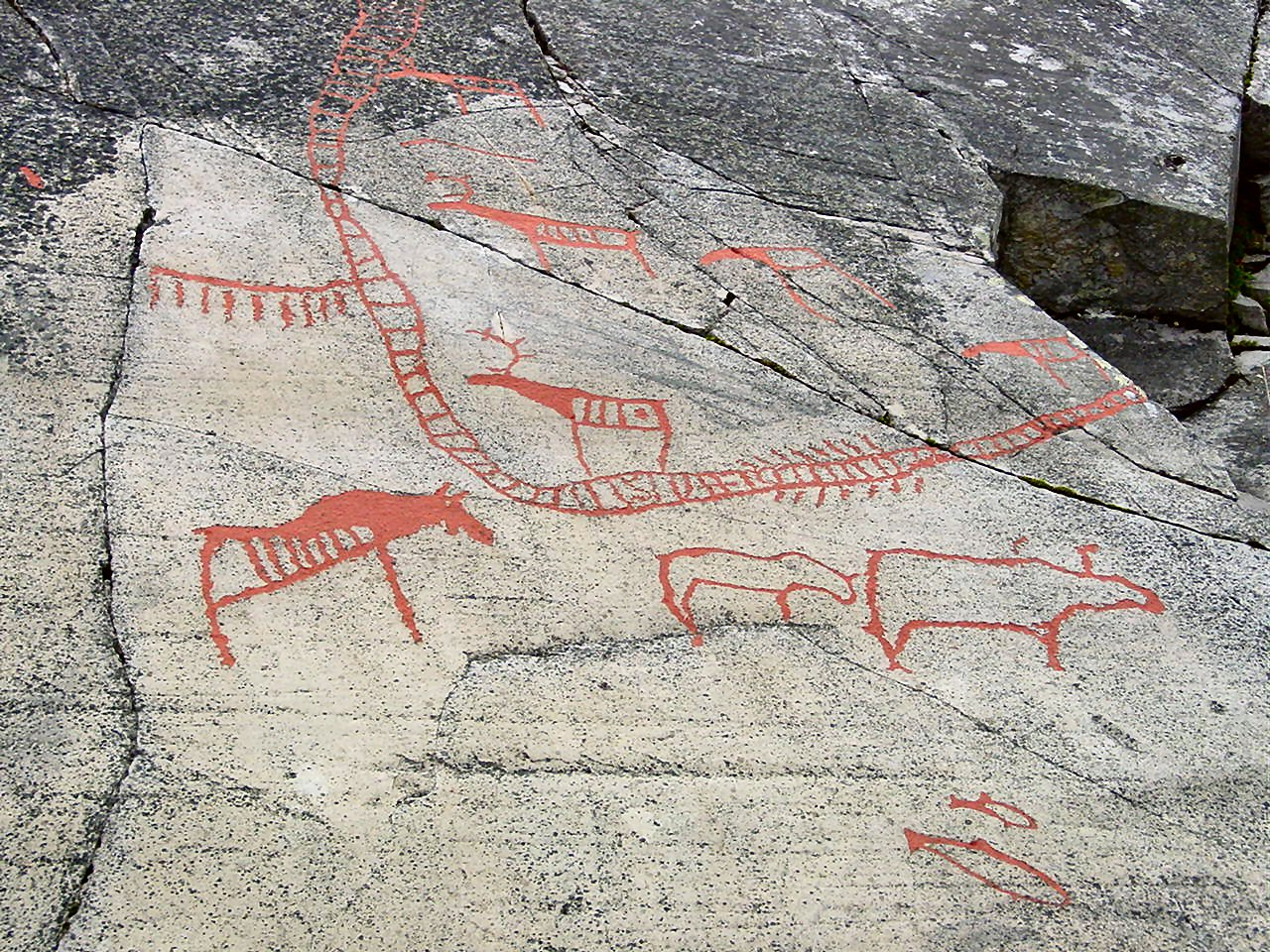
Petroglify znad Altafiordu

### Kultury prahistoryczne
Na obrzeżach fiordu znaleziono znaczną ilość barwionych petroglifów, przede wszystkim w zatoce Jiepmaluokta. Miejsca te, jak wioska Kåfjord, Jiepmaluokta i Amtmannsnes zostały wpisane na listę światowego dziedzictwa UNESCO. Petroglify datowane są na okres pomiędzy 4200 a 500 p.n.e., co wynika z przebiegu linii brzegowej w przeszłości i pobliskich śladów prahistorycznego osadnictwa.

### II wojna światowa
W Kåfiordzie, który jest odgałęzieniem Altafiordu, kotwiczył w czasie II wojny światowej niemiecki pancernik Tirpitz, atakowany w roku 1943 przez brytyjskie miniaturowe okręty podwodne w ramach operacji Source i przez samoloty Royal Navy podczas operacji Tungsten w kwietniu, Mascot w lipcu, Goodwood w sierpniu i Paravane we wrześniu 1944 roku.